# Rawson (departement van San Juan)
Rawson is een departement in de Argentijnse provincie San Juan. Het departement (Spaans:  departamento) heeft een oppervlakte van 300 km² en telt 107.740 inwoners.

## Plaatsen in departement Rawson
- El Medanito
- Villa Bolaños (Médano de Oro)
- Villa Krause